# Sinobambusa incana
Sinobambusa incana là một loài thực vật có hoa trong họ Hòa thảo. Loài này được T.H.Wen miêu tả khoa học đầu tiên năm 1982.